# Adventure Inc.
Adventure Inc. è una serie televisiva statunitense, trasmessa in Italia nel 2005.
In una base delle Florida Keys, Judson Cross (interpretato da Michael Biehn, il Kyle Reese di Terminator) ha riunito una squadra di giovani straordinari ognuno con le sue abilità e tutti amanti del pericolo e dell'avventura. I loro metodi non sono ortodossi, rischiano la propria vita, ma portano sempre a termine il lavoro che è stato loro assegnato.
Serie conosciuta in patria anche con il sottotitolo The Ultimate Adventure Company.

## Episodi
| Stagione       | Episodi | Prima TV USA | Prima TV Italia |
| -------------- | ------- | ------------ | --------------- |
| Prima stagione | 22      | 2002-2003    | 2005            |